# Bhad Bhabie
Bhad Bhabie, pseudonimo di Danielle Peskowitz Bregoli (Boynton Beach, 26 marzo 2003), è una rapper e personaggio televisivo statunitense.
Ancora tredicenne, è divenuta celebre grazie al video virale in cui, durante un episodio della trasmissione televisiva statunitense Dr. Phil in cui lo psicologo Phil McGraw analizzava i suoi rapporti problematici con la madre, dopo avere litigato con lei, il conduttore e gli spettatori, ha rivolto al pubblico la minaccia in slang “Cash me outside, how ‘bout dah?” (traducibile in italiano con “Becchiamoci fuori, che ne pensate?”).
Nel 2017 ha debuttato nella Billboard Hot 100 con il singolo These Heaux, diventando così la rapper più giovane di sempre ad entrare nella classifica statunitense. Successivamente ha firmato con Atlantic Records.

## Biografia
Danielle Bregoli è nata il 26 marzo 2003 a Boynton Beach in Florida, negli Stati Uniti d'America. I suoi genitori, Ira Peskowitz e Barbara Ann Bregoli, si sono separati poco dopo la nascita e la bimba è stata cresciuta dalla madre.
Dopo avere conquistato la notorietà grazie alla frase minacciosa pronunciata durante la trasmissione televisiva Dr. Phil, Bhad Bhabie (forma alternativa di “bad baby”, cioè “cattiva ragazza”) ha sfruttato la fama acquisita pubblicando su YouTube il brano Cash Me Outside, il 27 febbraio 2017. Successivamente ha pubblicato il singolo These Heaux (pronunciato “these hoes”, tradotto letteralmente “queste puttane”). Il brano ha raggiunto la 77ª posizione nella Billboard Hot 100, facendo diventare Bhad Bhabie la rapper più giovane ad esser mai apparsa nella classifica statunitense. Il successo di These Heaux ha stimolato l'interesse di Atlantic Records, etichetta con la quale Bhad Bhabie ha firmato successivamente.
Il 22 settembre 2017 è stato pubblicato Hi Bich, che ha raggiunto la 68ª posizione nella Billboard Hot 100. Il giorno successivo è uscito Whachu Know, un singolo affiancato a Hi Bich nel video musicale, il quale riceverà più di 3 milioni di visualizzazioni in 24 ore. Dopo una breve pausa dalla musica, Bhad Bhabie ha pubblicato un altro singolo, I Got It, seguito da Mama Don't Worry (Still Ain't Dirty) a dicembre. Il 1º febbraio 2018 è stato pubblicato il remix di Hi Bich, contenente collaborazioni con Rich the Kid, Asian Doll e MadeinTYO.
Il 26 marzo 2018, giorno del suo compleanno, la giovane ha pubblicato Gucci Flip Flops, un singolo realizzato in collaborazione con Lil Yachty. Due giorni dopo, Hi Bich è stato certificato oro dalla RIAA, e in seguito platino.
Il 14 aprile 2018 ha intrapreso la sua prima tournée nordamericana-europea in collaborazione con Asian Doll, intitolata Bhanned in the USA Tour. L'ultima data negli Stati Uniti, svoltasi al Roxy Theatre di Los Angeles, ha presentato un "tutto esaurito". La tournée si è conclusa il 13 luglio, con una data all'Hafnia Zoo di Copenaghen. Il 2 maggio 2018 viene pubblicato su YouTube il video di Gucci Flip Flops. Successivamente alla pubblicazione del video, il singolo debutta nella Billboard Hot 100 in 80ª posizione, diventando così il terzo singolo di Bhad Bhabie ad entrare nella classifica.
Bhad Bhabie ha ricevuto una nomination nei Billboard Music Award nella categoria "Migliore rapper femminile", insieme a Cardi B e Nicki Minaj.
Il 14 giugno 2018, ha pubblicato il singolo Trust Me in collaborazione con Ty Dolla Sign. Il 14 agosto ha annunciato l'uscita del primo mixtape per il 19 settembre e distribuito la traccia 15 Freestyle (intro).
Il 19 agosto si è esibita al Billboard Hot 100 Festival: contestata da una parte del pubblico, ha portato a termine la scaletta concludendo con due cover di brani di XXXTentacion, ucciso a colpi d'arma da fuoco il 18 giugno, ossia SAD! e Look at Me. Il 23 agosto il rapper Lil Yachty ha annunciato le date statunitensi del The Disrespect Tour, da eseguire assieme a Bhad Bhabie tra ottobre e novembre dello stesso anno. Il 30 agosto è stato pubblicato il singolo Yung and Bhad in collaborazione con le City Girls.
Preceduto dalla distribuzione del singolo Thot Opps (Clout Drop) / Bout That (16 settembre), il 18 settembre è stato pubblicato il primo mixtape della rapper, 15, che contiene quindici tracce in cui, oltre ai singoli di successo già pubblicati, compaiono nuove collaborazioni con YG e Lil Baby.
Nel febbraio 2020, ha interrotto la sua pausa musicale con la pubblicazione di un freestyle sulla base del singolo Yikes della trinidadiana Nicki Minaj e un'altra canzone chiamata $ in collaborazione con Lil Gotit. Il 22 aprile 2020 ha pubblicato la sua prima canzone del decennio intitolata That’s What I Said. Dal 3 al 19 giugno 2020 la cantante è stata sottoposta a una terapia riabilitativa per poter risolvere diversi problemi come alcuni traumi infantili ma anche la dipendenza e l'abuso di pillole prescritte dal medico. Nel 2021, al compimento dei 18 anni, l'artista ha aperto un account sulla piattaforma OnlyFans, tramite la quale afferma di aver guadagnato 50 milioni di dollari in un anno.
La RIAA le ha consegnato due ulteriori dischi d'oro e uno di platino, equivalenti a 2 milioni di unità certificate in singoli negli Stati Uniti d'America. Anche la Music Canada le ha assegnato due dischi d'oro per i singoli, ciascuno denotante 40 000 unità.
Nel febbraio 2025 è ritornata sulle scene musicali col singolo e diss Ms. Whitman, il suo primo ingresso nella Hot 100 di Billboard da Gucci Flip Flops (2018); lo stesso ha segnato il suo miglior posizionamento di sempre nella classifica.

## Vita privata
Dal 2020 la rapper ha una relazione con il collega Le Vaughn, dal quale a marzo 2024 ha avuto una figlia.

## Discografia

### Mixtape
- 2018 – 15

### Singoli
- 2017 – These Heaux
- 2017 – Hi Bich
- 2017 – Whachu Know
- 2017 – I Got It
- 2017 – Mama Don't Worry (Still Ain't Dirty)
- 2018 – Both of Em
- 2018 – Gucci Flip Flops (feat. Lil Yachty)
- 2018 – Trust Me (feat. Ty Dolla Sign)
- 2018 – Geek'd (feat. Lil Baby)
- 2018 – Yung and Bhad (feat. City Girls)
- 2018 – Thot Opps (Clout Drop)/Bout That
- 2019 – Babyface Savage (feat. Tory Lanez)
- 2019 – Bestie (feat. Kodak Black o Megan Thee Stallion)
- 2019 – Spaz (feat. YBN Nahmir)
- 2019 – Lotta Dem
- 2019 – Get like Me (feat. NLE Choppa)
- 2020 – That's What I Said
- 2020 – Do It like Me
- 2021 – Miss Understood
- 2021 – Bi Polar
- 2022 – Vibe Check (con Olivia Lunny)
- 2024 – Mommy Mode
- 2025 – Over Cooked
- 2025 – Ms. Whitman
- 2025 – OG Crashout

### Collaborazioni
- 2017 – Cash Me Outside (DJ Suede the Remix God feat. Bhad Bhabie & Phil McGraw)

## Videografia
- These Heaux (2017)
- Mama Don't Worry (Still Ain't Dirty), regia di Iqbal Ahmed (2017)
- I Got It (2017)
- Both of Em (2018)
- No More Love/Famous (2018)
- Trust Me feat. Ty Dolla $ign, regia di Nicholaus Goossen (2018)
- Gucci Flip Flops feat. Lil Yachty, regia di Nicholaus Goossen (2018)
- Geek'd feat. Lil Baby (2018)
- Juice feat. YG (2018)
- Babyface Savage feat. Tory Lanez, regia di Santiago Salviche (2019)
- Bestie feat. Kodak Black, regia di Michael Garcia (2019)
- Get like Me feat. NLE Choppa (2019)
- That's What I Said, regia di "Maxx & Madison" (2020)

## Tournée
- 2018 – Bhanned in the USA Tour (con Asian Doll)

## Riconoscimenti
- Billboard Music Awards
  - 2018 – Candidatura alla miglior rapper femminile

- iHeartRadio Music Awards
  - 2019 – Candidatura al Social Star Award